# ناتالیا محمدووا
ناتالیا محمدووا (ترکی آذربایجانی: Natalya Məmmədova؛ زادهٔ ۲ دسامبر ۱۹۸۴) یک بازیکن والیبال اهل اوکراین است که برای تیم ملی والیبال آذربایجان به میدان می‌رود. ناتالیا به عنوان دریافت‌کننده بهترین امتیاز گیرنده در سه فصل متوالی از ۲۰۰۴ الی ۲۰۰۷ انتخاب شده‌است.  